# Niwka (Kozielice)
Niwka – przysiółek wsi Kozielice w Polsce położona w województwie zachodniopomorskim, w powiecie kamieńskim, w gminie Golczewo.
W latach 1975–1998 miejscowość położona była w województwie szczecińskim.